# Erlend Dahl Reitan
Erlend Dahl Reitan (Klæbu, 11 settembre 1997) è un calciatore norvegese, difensore del Rosenborg.

## Carriera

### Club
Dahl Reitan ha giocato nelle giovanili del Rosenborg, per essere aggregato alla prima squadra nel corso del campionato 2015. Contemporaneamente, ha contribuito alla vittoria finale del Norgesmesterskapet G19 2015.
Ha esordito per il Rosenborg il 13 aprile 2016, schierato titolare nel successo per 0-3 sul campo dell'Åfjord, in una sfida valida per il primo turno del Norgesmesterskapet. Il 18 settembre successivo ha esordito in Eliteserien, venendo schierato titolare nel successo per 2-0 sullo Start, partita in cui ha segnato una rete su calcio di rigore. Al termine dell'annata, il Rosenborg ha vinto il campionato.
Il 12 dicembre 2016 ha rinnovato il contratto che lo legava al club fino al 31 dicembre 2019.
Il 12 luglio 2017, il Bodø/Glimt ha ufficializzato l'ingaggio di Dahl Reitan con la formula del prestito: il trasferimento sarebbe stato ratificato alla riapertura del calciomercato locale. Ha esordito in squadra il 6 agosto, subentrando a Thomas Jacobsen nella vittoria per 5-0 sull'Arendal. Il 19 settembre successivo ha trovato il primo gol con questa casacca, con cui ha sancito il successo per 1-0 sul Tromsdalen. Al termine di quella stessa annata, il Bodø/Glimt ha centrato la promozione in Eliteserien. Nonostante le trattative tra le due società per il rinnovo del prestito, non è stato raggiunto un accordo e pertanto il Bodø/Glimt ha reso noto che Dahl Reitan sarebbe tornato al Rosenborg nei tempi pattuiti in estate.
Il 22 dicembre 2017, Dahl Reitan ha prolungato il contratto che lo legava al Rosenborg fino al 31 dicembre 2020.
Il 16 gennaio 2019 ha fatto ritorno al Bodø/Glimt, sempre con la formula del prestito.

### Nazionale
Dahl Reitan ha rappresentato la Norvegia a livello Under-17, Under-18 e Under-21. Per quanto concerne quest'ultima selezione, il 3 novembre 2016 ha ricevuto la prima convocazione dal commissario tecnico Leif Gunnar Smerud in vista delle partite amichevoli da disputarsi contro Slovacchia e Repubblica Ceca, rispettivamente in data 12 e 15 novembre. I test, disputatisi a La Manga del Mar Menor, non sono stati validi ai fini del conteggio delle presenze in Nazionale.
Dahl Reitan ha debuttato quindi il 24 marzo 2017, in un'amichevole contro il Portogallo, in cui è stato schierato da titolare: l'incontro è terminato con una sconfitta per 3-1. Il 12 giugno è stato impiegato nella sfida contro il Kosovo, valida per le qualificazioni al campionato europeo 2019, gara dove ha trovato una rete attraverso cui ha contribuito al successo della sua squadra per 5-0. Il risultato è stato poi rovesciato in una sconfitta a tavolino dall'UEFA, poiché Kristoffer Ajer è stato utilizzato in questa partita mentre doveva scontare una giornata di squalifica rimediata precedentemente in Under-19.

## Statistiche

### Presenze e reti nei club
Statistiche aggiornate al 7 luglio 2020.
| Stagione          | Club              | Campionato        | Campionato | Campionato | Coppe nazionali | Coppe nazionali | Coppe nazionali | Coppe continentali | Coppe continentali | Coppe continentali | Supercoppe | Supercoppe | Supercoppe | Totale | Totale |
| Stagione          | Club              | Comp              | Pres       | Reti       | Comp            | Pres            | Reti            | Comp               | Pres               | Reti               | Comp       | Pres       | Reti       | Pres   | Reti   |
| ----------------- | ----------------- | ----------------- | ---------- | ---------- | --------------- | --------------- | --------------- | ------------------ | ------------------ | ------------------ | ---------- | ---------- | ---------- | ------ | ------ |
| 2015              | Rosenborg         | ES                | 0          | 0          | CN              | 0               | 0               | UEL                | 0                  | 0                  | -          | -          | -          | 0      | 0      |
| 2016              | Rosenborg         | ES                | 3          | 2          | CN              | 4               | 0               | UCL+UEL            | 0                  | 0                  | -          | -          | -          | 7      | 2      |
| gen.-lug. 2017    | Rosenborg         | ES                | 1          | 0          | CN              | 3               | 0               | UCL                | 0                  | 0                  | SN         | -          | -          | 4      | 0      |
| lug.-dic. 2017    | Bodø/Glimt        | 1D                | 13         | 2          | CN              | -               | -               | -                  | -                  | -                  | -          | -          | -          | 13     | 2      |
| 2018              | Rosenborg         | ES                | 9          | 0          | CN              | 4               | 0               | UCL+UEL            | 1+5                | 0                  | SN         | 1          | 0          | 20     | 0      |
| 2019              | Bodø/Glimt        | ES                | 29         | 1          | CN              | 1               | 0               | -                  | -                  | -                  | -          | -          | -          | 30     | 1      |
| Totale Bodø/Glimt | Totale Bodø/Glimt | Totale Bodø/Glimt | 42         | 3          |                 | 1               | 0               |                    | -                  | -                  |            | -          | -          | 43     | 3      |
| 2020              | Rosenborg         | ES                | 0          | 0          | CN              | 0               | 0               | UEL                | 0                  | 0                  | -          | -          | -          | 0      | 0      |
| Totale Rosenborg  | Totale Rosenborg  | Totale Rosenborg  | 13         | 2          |                 | 11              | 0               |                    | 1+5                | 0                  |            | 1          | 0          | 31     | 2      |
| Totale            | Totale            | Totale            | 55         | 5          |                 | 12              | 0               |                    | 6                  | 0                  |            | 1          | 0          | 74     | 5      |

## Palmarès

### Club

#### Competizioni giovanili
- Norgesmesterskapet G16: 1

Rosenborg: 2013
- Norgesmesterskapet G19: 1

Rosenborg: 2015

#### Competizioni nazionali
- Campionato norvegese: 2

Rosenborg: 2016, 2018
- Coppa di Norvegia: 2

Rosenborg: 2016, 2018
- Supercoppa di Norvegia: 1

Rosenborg: 2018